# Седча (зупинний пункт)
Седча (біл. Седча) — зупинний пункт Мінського відділення Білоруської залізниці в Пуховицькому районі Мінської області. Розташований у селі Седча; на лінії Осиповичі I — Мінськ-Пасажирський, поміж зупинним пунктом Зазерка і станцією Михановичі.